# رادریک ترپ
رادریک تُرپ (به انگلیسی: Roderick Thorp) (زاده ۱ سپتامبر ۱۹۳۶–۲۸ آوریل ۱۹۹۹) رماننویس آمریکایی بود.

## آثار
- جان‌سخت ۱۹۸۸
- کارآگاه (فیلم ۱۹۶۸)[۱]